# Моја је пјесма лагана
Моја је пјесма лагана је песма групе Парни ваљак са албума Сјај у очима из 1988. године. Сматра се антологијским хитом ове групе.

## Композиција
Музику и текст је написао Хусеин Хасанефендић Хус.

## Спот
Спот је сниман у Загребу.